# Virtopsie
La virtopsie ou autopsie virtuelle est un mot-valise formé à partir de virtuel et autopsie. Elle consiste en l'examen non invasif des cadavres par des technologies d'imagerie médicale. 

## Histoire
L'idée de l'autopsie virtuelle a germé dans l'esprit du pape de la médecine légale américaine, le Professeur Gil Brogdon, en 1998, afin de moderniser sa discipline voyant un déclin des autopsies scientifiques au profit des autopsies médico-légales et une désaffection des médecins pour la profession de médecine légale et d'anatomo-pathologie.
Cette technique a été mise au point en 2007 à l'Université de Berne par le professeur Michael Thali (Virtopsy est le nom déposé du projet, The Virtopsy Project, du laboratoire de l'Institut de médecine légale de cette université) et trouve des applications dans l'examen de corps vivants. 
En France, le Docteur Fabrice Dedouit est le premier spécialiste français à réaliser une autopsie virtuelle médico-légale. L'hôpital de la Timone à Marseille fait figure de pionnier dans ce domaine en pratiquant une virtopsie par semaine.

## Méthode
Un scanner 3D projette des bandes lumineuses sur le cadavre et forme des images du corps (résolution au micromètre) par imagerie par résonance magnétique (IRM) et tomodensitométrie hélicoïdale (TDM). Ces images sont enregistrées en haute résolution par un appareil photo numérique stéréoscopique.

## Applications
Plusieurs domaines de médecine légale peuvent utiliser cette technique : traumatismes (externes, par arme blanche, arme à feu), asphyxie (pendaison, noyade, strangulation), reconstitution du trajet d'une balle notamment lorsque le corps est criblé de balles, de l'emplacement d'impacts d'engins explosifs, causes de maltraitements ou de la mort subite du nourrisson.
Technique rapide et reproductible, elle évite de disséquer un cadavre dont la religion ou les membres de la famille refusent l'autopsie. Elle permet aussi d'examiner des corps carbonisés ou en décomposition avancée.

## Virtopsie dans la culture populaire
Dans Les Experts : Miami, épisode "Deep Freeze", le Dr Woods réalise une virtopsie sur un athlète assassiné afin de pouvoir le cryogéniser sans l'endommager.
Dans Les Experts : Manhattan, épisode "Veritas", Sid réalise une virtopsie sur Derek, montrant que la balle qui l'a tué est entrée par la joue.